# Peritropisca
Peritropisca is een geslacht van wantsen uit de familie van de Miridae (Blindwantsen). Het geslacht werd voor het eerst wetenschappelijk beschreven door Carvalho & Lorenzato in 1978.

## Soorten
Het genus bevat de volgende soorten:

- Peritropisca bituberculata Carvalho & Lorenzato, 1978
- Peritropisca laticostata Wolski & Gorczyca, 2014